# Romolo Liverani
Pour les articles homonymes, voir Liverani.
Romolo Liverani de son nom complet Romolo Achille Liverani, né le 12 septembre 1809 à Faenza et mort dans la même ville le 9 octobre 1872, est un peintre, scénographe et décorateur d'intérieur néoclassique italien du XIXe siècle.

## Biographie
Né en 1809 à Faenza, Romolo Liverani a débuté à l'école d'architecture locale de sa ville sous Pietro Tomba dont il était l'élève préféré. Il est connu dans les théâtres de Faenza, Ravenne, Senigallia (ou Sinigalia) et Lugo dès 1824. Ses travaux sur le théâtre s'étendent du nord au centre de l'Italie, mais plus particulièrement en Romagne et dans sa ville natale. Extraordinaire interprète de la décoration faentina du XIXe siècle, Il perpétue le style de Felice Giani en ajoutant des effets romantiques avec son frère aîné Antonio. Il effectue les décorations en perspective du Palazzo Mazzolani en 1830 et, l'année d'après, le compartiment de l'Église San Vitale de Faenza (it). En 1837, il s'attaque à la décoration de la Villa Rotonda pour s'occuper du Couvent de San Domenico de Faenza deux ans après. Il a aussi travaillé entre autres à la décoration du studiolo du Palazzo Gessi (it) en 1840, la décoration en 1842 du Palazzo Zanelli (it) en plus de nombreuses autres habitations de sa ville avec son frère. Il a aussi été actif en 1843 dans les résidences patriciennes de Ravenne. En 1848, il a peint des lunettes peintes au Palazzo Laderchi (it), lunettes qui représentaient les villas de campagne des comtes Laderchi (les villas Prato et Prada). En architecture théâtrale, il a supervisé la construction du théâtre Perticari situé à Sant'Angelo in Lizzola en 1851. Un de ses travaux avec son frère s'échelonne de 1852 à 1857: la décoration intérieure de la chapelle de l'Église San Girolamo all'Osservanza (it), chapelle qui est dédiée à son père mort en 1848. Il a restauré les Églises du Suffrage (aujourd'hui l'Église San Filippo Neri de Faenza (it)) et de Saint Magloire (entre 1856 et 1858). Dans la même période, soit entre 1850 et 1865, il scénarise la nouvelle crèche des Comtes Zucchini. Il peint une dernière lunette dans la Chapelle du Crucifix de la Cathédrale de Faenza en 1859. Dans ses voyages à travers la Romagne, il esquisse plusieurs aperçus du paysage, des villages et des villes dans son carnet d'esquisses. Il était très proche des artistes ravennati Odoardo Gardella et Luigi Ricci (photographe).

## Œuvres
Liste non-exhaustive de ses peintures:
- Apparato per il Venerdì Santo, murale, date inconnue, Église Santa Maria dell'Angelo de Faenza (it).

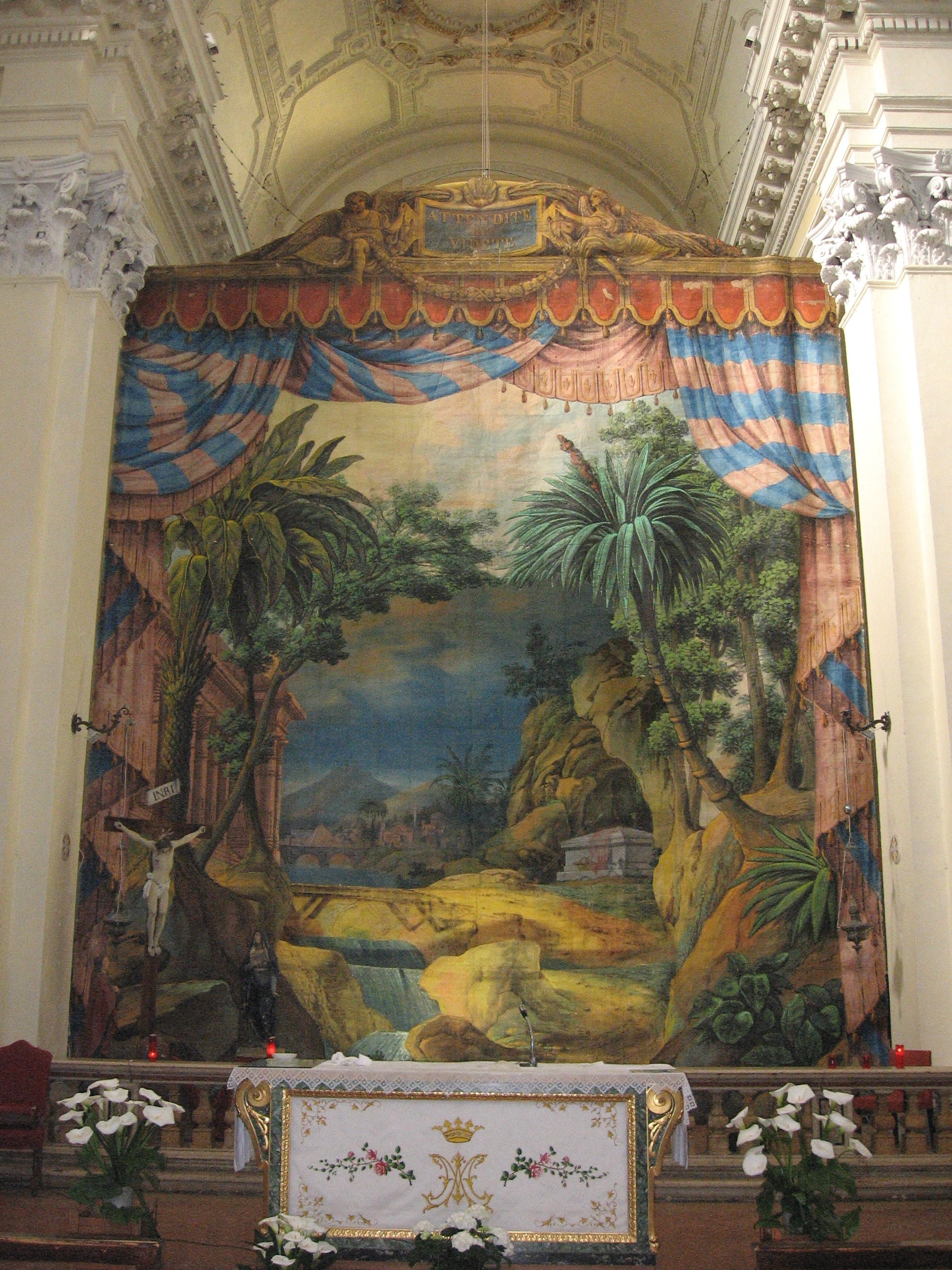
Apparato per il Venerdì Santo XIXe siècle